# Baba Saad/Diskografie
Diese Diskografie ist eine Übersicht über die musikalischen Werke des deutschen Rappers Baba Saad.

## Alben

### Studioalben
| Jahr | Titel                  | Höchstplatzierung, Gesamtwochen, AuszeichnungChartplatzierungen (Jahr, Titel, Platzierungen, Wochen, Auszeichnungen, Anmerkungen) | Höchstplatzierung, Gesamtwochen, AuszeichnungChartplatzierungen (Jahr, Titel, Platzierungen, Wochen, Auszeichnungen, Anmerkungen) | Höchstplatzierung, Gesamtwochen, AuszeichnungChartplatzierungen (Jahr, Titel, Platzierungen, Wochen, Auszeichnungen, Anmerkungen) | Anmerkungen                                                             |
| Jahr | Titel                  | DE | AT | CH | Anmerkungen                                                             |
| ---- | ---------------------- | --- | --- | --- | ----------------------------------------------------------------------- |
| 2006 | Das Leben ist Saad     | DE15 (7 Wo.)DE | AT39 (1 Wo.)AT | — | Erstveröffentlichung: 16. Juni 2006                                     |
| 2008 | Saadcore               | DE9 (4 Wo.)DE | AT63 (1 Wo.)AT | CH49 (2 Wo.)CH | Erstveröffentlichung: 21. März 2008 Limited Edition seit 2012 indiziert |
| 2011 | Halunke                | DE16 (1 Wo.)DE | AT54 (1 Wo.)AT | CH50 (1 Wo.)CH | Erstveröffentlichung: 9. September 2011                                 |
| 2012 | Abgelehnt              | — | — | — | Erstveröffentlichung: 5. März 2012                                      |
| 2013 | S Doppel A D           | DE63 (1 Wo.)DE | AT62 (1 Wo.)AT | — | Erstveröffentlichung: 5. April 2013                                     |
| 2014 | Das Leben ist Saadcore | DE10 (1 Wo.)DE | AT20 (1 Wo.)AT | CH42 (1 Wo.)CH | Erstveröffentlichung: 25. Juli 2014                                     |
| 2014 | Yayo Tape              | — | — | — | Erstveröffentlichung: 22. Dezember 2014                                 |
| 2015 | Saadcore Reloaded      | — | — | — | Erstveröffentlichung: 18. Dezember 2015                                 |
| 2017 | Yayo Tape II           | — | — | — | Erstveröffentlichung: 15. Dezember 2017                                 |

### Kollaboalben
| Jahr | Titel                  | Höchstplatzierung, Gesamtwochen, AuszeichnungChartplatzierungen (Jahr, Titel, Platzierungen, Wochen, Auszeichnungen, Anmerkungen) | Höchstplatzierung, Gesamtwochen, AuszeichnungChartplatzierungen (Jahr, Titel, Platzierungen, Wochen, Auszeichnungen, Anmerkungen) | Höchstplatzierung, Gesamtwochen, AuszeichnungChartplatzierungen (Jahr, Titel, Platzierungen, Wochen, Auszeichnungen, Anmerkungen) | Anmerkungen                                                                |
| Jahr | Titel                  | DE | AT | CH | Anmerkungen                                                                |
| ---- | ---------------------- | --- | --- | --- | -------------------------------------------------------------------------- |
| 2005 | Carlo Cokxxx Nutten II | DE3 (9 Wo.)DE | AT22 (6 Wo.)AT | CH94 (1 Wo.)CH | Erstveröffentlichung: 4. April 2005 Sonny Black & Saad                     |
| 2016 | Bang Bang              | DE6 (1 Wo.)DE | AT16 (1 Wo.)AT | CH40 (1 Wo.)CH | Erstveröffentlichung: 19. August 2016 als HB13 (Punch Arogunz & Baba Saad) |
| 2025 | 5                      | DE4 (1 Wo.)DE | AT70 (1 Wo.)AT | CH19 (1 Wo.)CH | Erstveröffentlichung: 7. März 2025 Frank White & Saad                      |

### Sampler
| Jahr | Titel                                                | Höchstplatzierung, Gesamtwochen, AuszeichnungChartplatzierungen (Jahr, Titel, Platzierungen, Wochen, Auszeichnungen, Anmerkungen) | Höchstplatzierung, Gesamtwochen, AuszeichnungChartplatzierungen (Jahr, Titel, Platzierungen, Wochen, Auszeichnungen, Anmerkungen) | Höchstplatzierung, Gesamtwochen, AuszeichnungChartplatzierungen (Jahr, Titel, Platzierungen, Wochen, Auszeichnungen, Anmerkungen) | Anmerkungen |
| Jahr | Titel                                                | DE | AT | CH | Anmerkungen |
| ---- | ---------------------------------------------------- | --- | --- | --- | --- |
| 2005 | Ersguterjunge Sampler 1 – Nemesis                    | DE4 (11 Wo.)DE | AT26 (5 Wo.)AT | CH64 (3 Wo.)CH | Erstveröffentlichung: 17. Februar 2006 seit 2007 indiziert                                                                                |
| 2006 | Ersguterjunge Sampler 2 – Vendetta                   | DE7 Gold · (16 Wo.)DE | AT20 (7 Wo.)AT | CH84 (3 Wo.)CH | Erstveröffentlichung: 1. Dezember 2006 Verkäufe: + 100.000 darf aufgrund Urheberrechtsverletzungen seit 2010 nicht mehr vertrieben werden |
| 2007 | Ersguterjunge Sampler 3 – Alles Gute kommt von unten | DE8 (8 Wo.)DE | AT15 (6 Wo.)AT | CH16 (1 Wo.)CH | Erstveröffentlichung: 7. Dezember 2007 |
| 2013 | Beuteschema                                          | DE7 (1 Wo.)DE | — | — | Erstveröffentlichung: 11. Oktober 2013 |

Weitere Sampler
- 2015: Beuteschema II

### EPs
- 2012: Xmassaka EP
- 2013: Xmassaka EP Vol. 2
- 2021: #schöndassichdabin EP
- 2021: Das Leben ist Saad – 2 Track Single 2021
- 2021: FDM Slang (mit Bushido)

## Singles
| Jahr | Titel Album                                    | Höchstplatzierung, Gesamtwochen, AuszeichnungChartplatzierungen (Jahr, Titel, Album, Platzierungen, Wochen, Auszeichnungen, Anmerkungen) | Höchstplatzierung, Gesamtwochen, AuszeichnungChartplatzierungen (Jahr, Titel, Album, Platzierungen, Wochen, Auszeichnungen, Anmerkungen) | Höchstplatzierung, Gesamtwochen, AuszeichnungChartplatzierungen (Jahr, Titel, Album, Platzierungen, Wochen, Auszeichnungen, Anmerkungen) | Anmerkungen                                                        |
| Jahr | Titel Album                                    | DE | AT | CH | Anmerkungen                                                        |
| --- | ---------------------------------------------- | --- | --- | --- | ------------------------------------------------------------------ |
| 2005 | Nie ein Rapper Carlo Cokxxx Nutten II          | DE24 (9 Wo.)DE | — | — | Erstveröffentlichung: 4. April 2005 mit Sonny Black                |
| 2006 | Womit hab ich das verdient? Das Leben ist Saad | DE68 (5 Wo.)DE | — | — | Erstveröffentlichung: 16. Juni 2006                                |
| 2008 | Regen Saadcore                                 | DE67 (8 Wo.)DE | — | — | Erstveröffentlichung: 21. März 2008 mit Bushido                    |
| 2021 | E.G.J. Beastmode 4 – Kamikaze Samurai          | DE34 (1 Wo.)DE | AT49 (1 Wo.)AT | CH36 (1 Wo.)CH | Erstveröffentlichung: 5. Februar 2021 Animus feat. Bushido & Saad  |
| 2021 | ersgutersaad –                                 | DE76 (1 Wo.)DE | — | — | Erstveröffentlichung: 9. April 2021                                |
| 2021 | H.M.P.2 Sonny Black II                         | DE72 (1 Wo.)DE | — | CH81 (1 Wo.)CH | Erstveröffentlichung: 3. Dezember 2021 Bushido feat. Saad & Animus |
| Folgende Lieder erschienen nicht als Single, wurden aber durch das Album zum Download und Streaming bereitgestellt und konnten somit eine Platzierung erlangen: |                                                | | | |                                                                    |
| |                                                | | | |                                                                    |
| 2021 | Nie ein Rapper 3 Sonny Black II                | DE— aDE | — | — | Charteinstieg: 24. Dezember 2021 Bushido feat. Saad                |

## Sonderveröffentlichungen

### Freetracks
- 2006: Gib mir ein Zeichen (feat. JokA)
- 2007: Ausnahmezustand
- 2009: Mein Job
- 2010: To22i Mouti
- 2010: Intro/Schusswechsel
- 2013: Mein Tag (feat. EstA)
- 2022: Ragnarök (YouTube Exclusice)
- 2022: Pandora (IGTV Exclusice)

### Juice-Exclusives
- 2008: Deutschlands Most Wanted (Juice Exclusive auf Juice-CD #83)
- 2008: Organisiertes Verbrechen (Juice-Exclusive auf Juice-CD #86)

## Statistik

### Chartauswertung
|                     | DE     | AT     | CH    |
| ------------------- | ------ | ------ | ----- |
| Nummer-eins-Alben   | DE—DE  | AT—AT  | CH—CH |
| Top-10-Alben        | DE9DE  | AT—AT  | CH—CH |
| Alben in den Charts | DE12DE | AT11AT | CH9CH |

|                       | DE    | AT    | CH    |
| --------------------- | ----- | ----- | ----- |
| Nummer-eins-Singles   | DE—DE | AT—AT | CH—CH |
| Top-10-Singles        | DE—DE | AT—AT | CH—CH |
| Singles in den Charts | DE5DE | AT1AT | CH2CH |

### Auszeichnungen für Musikverkäufe
Anmerkung: Auszeichnungen in Ländern aus den Charttabellen bzw. Chartboxen sind in ebendiesen zu finden.
| Land/RegionAuszeichnungen für Musikverkäufe (Land/Region, Auszeichnungen, Verkäufe, Quellen) | Gold  | Platin | Verkäufe | Quellen           |
| -------------------------------------------------------------------------------------------- | ----- | ------ | -------- | ----------------- |
| Deutschland (BVMI)                                                                           | Gold1 | —      | 100.000  | musikindustrie.de |
| Insgesamt                                                                                    | Gold1 | —      |          |                   |